# یواس‌اس الف (اس‌پی-۸۱)
یواس‌اس الف (اس‌پی-۸۱) (به انگلیسی: USS Elf (SP-81)) یک کشتی بود که طول آن ۵۳ فوت (۱۶ متر) بود. این کشتی در سال ۱۹۱۷ ساخته شد.